# Ctenognophos oberthuri
Ctenognophos oberthuri är en fjärilsart som beskrevs av Thierry-mieg 1910. Ctenognophos oberthuri ingår i släktet Ctenognophos och familjen mätare. Inga underarter finns listade i Catalogue of Life.